# Epidemia de viruela en las Grandes Llanuras de 1837
La epidemia de viruela en las Grandes Llanuras de 1837 abarcó de 1836 a 1840, pero alcanzó su punto álgido después de la primavera de 1837, cuando un barco de vapor de la American Fur Company, el S.S. St. Peter, llevó a personas infectadas y suministros al Valle de Misuri. Más de 17 000 indígenas murieron solo a lo largo del río Misuri, con algunas bandas casi extintas. Después de haber sido testigo de los efectos de la epidemia en la tribu mandan, el comerciante de pieles Francis Chardon escribió: "La viruela menor nunca había sido conocida en el mundo civilizado, como lo había sido entre los pobres mandanos y otros indios. Sólo veintisiete mandanos quedaron para contar la historia". El Comisionado de Asuntos Indios en 1839 informó sobre las víctimas: "No se ha intentado contar a las víctimas, ni es posible considerarlas en ninguna de estas tribus con precisión; se cree que si el número 17 200 para los indios del río Misuri superior se duplicara, el agregado no sería demasiado grande para aquellos que han caído al este de las Montañas Rocosas". Los Atsina adultos eran en gran parte inmunes a la enfermedad, y solo 200 niños murieron, mientras que los Crow escaparon ilesos. Los Cheyene del Norte no sufrió muertes conocidas, pero los Cheyene del Sur sufrió alta mortalidad cuando la epidemia de viruela se propagó hacia el sur a través los pawnee a las llanuras central y sur entre 1838 y 1840.

## Historia
La viruela ha afligido a los nativos americanos desde que fue llevada al hemisferio occidental por los conquistadores españoles, con relatos creíbles de epidemias que se remontan al menos a 1515. La viruela era particularmente mortal en las llanuras porque nadie en estas comunidades había sido expuesto, y desarrolló inmunidad antes. Esta es la razón por la que las tasas de mortalidad eran tan altas. En la década de 1730, la viruela había llegado al oeste en Canadá y el norte de los Estados Unidos. La Primera Nación Assiniboine había controlado gran parte de este territorio, pero se vieron obligados a renunciar a él a medida que su población disminuyó drásticamente. A lo largo del río Misuri, la población de Arikara se redujo a la mitad a finales de la década de 1730. Otras comunidades que fueron diezmadas en la década de 1730 por viruela incluyen la Baja Loup, Pawnee de Nebraska, Cherokee y la Kansa. En resumen, la viruela en la década de 1730 devastó a las comunidades indígenas que vivían en las llanuras norteamericanas.
Se encontró en 1796 que infectar a una persona con la infección leve de la viruela proporcionaría inmunidad a la viruela. A medida que su uso se generalizó en Europa, su despliegue en América del Norte también fue elogiado por Thomas Jefferson como un medio para preservar vidas. España patrocinó para sus colonias en América y Asia la Real Expedición Filantrópica de la Vacuna. Desafortunadamente, las líneas de suministro de la vacuna eran defectuosas y no fue hasta la década de 1830 que una gran parte de la población indígena fue vacunada, e incluso aquí se limitó a más allá del suroeste. Los primeros esfuerzos de vacunación de la Hudson's Bay Company fueron esporádicos y desorganizados durante su período de monopolio. Aunque el HBC reconoció el potencial de la vacunación, entendiendo que más personas significaban más piel para ellos, no existía un programa de vacunación sistemática hasta que la epidemia estuviera en marcha. Algunas vacunas fueron enviadas a puestos comerciales a principios del siglo XIX, pero quedaron sin uso.
La infección por viruela aumentó en la década de 1780, al igual que la epidemia de 1837. En lo que hoy es Canadá, el comercio de pieles fortaleció comunidades como Mushego Cree, Anishinabe y Ottawa. La tribu mandan había experimentado previamente una gran epidemia de viruela en 1780-81 que redujo severamente su número a menos de unos pocos miles. Muchas otras bandas a lo largo del río Misuri sufrieron epidemias de viruela durante 1801-02 y 1831. Se hicieron esfuerzos esporádicos para promover la vacunación entre los pueblos indígenas desde principios del siglo XIX. Más tarde, la Ley de Remoción de Indios el Congreso de los Estados Unidos dio su primer paso en 1832 para generar apoyo público para la vacunación de los nativos americanos. Pero poco después de la aprobación de esta ley del Congreso para extender las vacunas a los indios, el Secretario Cass declaró que no se haría ningún esfuerzo "bajo ninguna circunstancia" para enviar cirujanos para vacunar a los indios por el río Misuri más allá de la tribu Arickaree. Esta epidemia de las Grandes Llanuras abarcó miles de kilómetros, llegando a California (Posesión mexicana), la costa noroeste y el centro de Alaska antes de finalmente disminuir en 1840.

## Epidemia
Se estima que la epidemia de viruela mató a 17 000 personas a lo largo del río Misuri. El barco de vapor St. Peter, viajó por el río Misuri hasta Fort Union (Williston) desde St. Louis e infectó a la gente en el camino, marcando el comienzo del brote. Llegó a Leavenworth alrededor del 29 de abril. En ese momento, un marinero mostraba signos de viruela. Poco después, tres mujeres arikara se unieron al barco en su viaje de regreso a la comunidad mandan. Aunque las mujeres mostraron signos de la infección, se les permitió regresar a su aldea, que luego la extendieron a su comunidad. La enfermedad se extendió al pueblo mandan, y era de la forma hemorrágica más virulenta y maligna. En julio de 1837, los contagiados mandan alcanzaron alrededor de 2000; en octubre esa cifra había disminuido a 23 o 27 sobrevivientes según algunos relatos, 138 por otro relato, lo que refleja al menos una tasa de mortalidad del 93 por ciento. El 11 de agosto, Francis Chardon, un comerciante de Fort Clark, escribió: "No guardo un conteo de los muertos, ya que mueren tan rápido que es imposible", y a finales de mes, "los Mandan están todos aislados excepto veintitrés jóvenes y ancianos".
Una vez que la enfermedad llegó a Fort Union, hubo un esfuerzo para prevenir su propagación, pero eventualmente diezmaría a los Assiniboine. Daschuk, Dollar y Ray encuentran que hubo un esfuerzo para evitar que los comerciantes de pieles que regresaban entraran en el fuerte, pero los comerciantes que regresaban comenzaron a ponerse bastante agresivos hasta que se les mostró un niño infectado, ya que se fueron se llevaron la enfermedad con ellos. Halsey escribió: "Envié a nuestro intérprete a conocerlos en cada ocasión, que representaban nuestra situación para ellos y les pedí que regresaran inmediatamente de donde vinieron sin embargo todos nuestros esfuerzos resultaron infructuosos, no pude evitar que acamparan alrededor del Fuerte y han contraído la enfermedad, a pesar de que nunca he permitido que un indio entre en el Fuerte, o cualquier comunicación entre ellos y los enfermos; pero supongo que el aire se infectó con él durante media milla..."
Más tarde, un barco  fue enviado a Fort McKenzie (Sheridan (Wyoming) a través del río Marías. En Fort McKenzie la enfermedad se extendió entre la gente de pies negros alojada allí. La epidemia continuó extendiéndose a las Grandes Llanuras, matando a muchos miles entre 1837 y 1840. Al final, se estima que dos tercios de la población de píes negros murieron, junto con la mitad de los Assiniboines y Arikaras, un tercio de los Crow, y una cuarta parte de los Pawnees. Un comerciante de Fort Union informó "tal hedor en el fuerte que podría ser olido a una distancia de 300 yardas", ya que los cuerpos fueron enterrados en grandes fosas, o arrojados al río, lo que probablemente habría contribuido a la infección continua ya que el cuerpo seguía siendo infeccioso después de la muerte.
Hubo tres intentos importantes de vacunación para detener la propagación de la viruela cuando comenzó la epidemia. Muchos comerciantes trataron de obtener vacunas de la American Fur Company, pero no estaba dispuesto a hacer caso a sus solicitudes. El gobierno estadounidense hizo algunos esfuerzos bajo la Ley de Vacunación India de 1832. Algunos recibieron vacunas contra la viruela, normalmente aquellas que estaban en contacto con los estadounidenses blancos, generalmente en el sur de los Estados Unidos. Sin embargo, la Oficina de Asuntos Indios no dispusieron de la red ni de la información necesaria para vacunar rápidamente a las personas de las llanuras, ni trataron de establecer la red necesaria. La Hudson Bay Company tuvo la mejor respuesta. Los rumores sobre la propagación de la enfermedad llevaron a los comerciantes a actuar rápidamente, ya que una reducción de la población indígena significó una reducción en las ganancias de las pieles que trajeron. Una buena red de información, un suministro de vacunas en los puestos y una disposición entre todos a la vacunación significaron que sus esfuerzos fueron mucho más exitosos que las respuestas estadounidenses. La vacunación realizada por los trabajadores de Hudson Bay Company y los indígenas capacitados fueron fundamentales para limitar la propagación de la viruela en Canadá. Después de la epidemia, la compañía implementó un programa de vacunación en todo el territorio que redujo aún más las muertes por viruela. Desafortunadamente, cuando las personas entraron en las comunidades para vacunarse contra la viruela, trajeron consigo otras enfermedades que mantuvieron altas las tasas de mortalidad.
La epidemia alteró las estructuras de poder de las naciones afectadas. Los Assinboine y niitsitapi no fueron vacunados y sus poblaciones y territorios se redujeron considerablemente. La enfermedad fue particularmente mortal entre estas personas debido a sus poblaciones más densas. Después de ser golpeados por la epidemia, estos grupos nunca pudieron recuperarse. Los orígenes étnicos también se fusionaron a medida que los sobrevivientes de diferentes comunidades se unieron. Como algunas comunidades como saulteaux fueron capaces de aprovechar los esfuerzos de vacunación por el HBC también se aprovecharon de los grupos indígenas en dificultades. Los esfuerzos de vacunación de la Hudson Bay Company se centraron en las poblaciones que producían pieles. Como resultado, los Plains Cree y Saulteaux empujaron sus fronteras mientras otros se retiraban durante la epidemia.

### Responsabilidad y acusaciones de propagación intencional
Los eruditos suelen atribuir la propagación de la viruela en la primavera de 1837 a la falta de cuarentena del Saint Peter. La beca más reciente de Dashuk, cuyo trabajo sobre las relaciones indígenas en el oeste de Canadá no tiene miedo de criticar a los colonos anglosajones y las corporaciones, sostiene que la propagación de la viruela entre 1836 y 1840 no fue intencional. El comienzo se ha vinculado de nuevo a este barco en el río Misuri. Además, mientras que la AFC respondió mal al brote, alentando que no tenía sentido financiero. La empresa se benefició de una afluencia de indígenas a principios de la década de 1830, ya que significaba más pieles para que comerciaran. Con respecto a la tierra por encima del paralelo 49, como se ha demostrado en este artículo, la respuesta de la Hudson's Bay Company fue crítica para limitar la epidemia después de su brote. Si bien la responsabilidad específica de la epidemia de viruela de 1836-40 sigue en entredicho, los expertos han afirmado que la epidemia podría estar relacionada con la falta de contención de la enfermedad una vez que fue descubierta a lo largo del río Misuri. Sin duda, la falta de voluntad del capitán Pratt para poner en cuarentena a los sospechosos de infección llevó a miles de muertes. Sin embargo, es imposible conocer sus verdaderas intenciones, pero está claro que no hubo intención de su empresa de causar un brote. La ley llama negligencia criminal al delito de Pratt. Sin embargo, a la luz de todas las muertes, la aniquilación casi completa de los mandanos, y el terrible sufrimiento que sufrió la región, la negligencia criminal es benigna, difícilmente corresponde a una acción que tuvo consecuencias tan horrendas.
Otra historia con frecuencia relatada es que un indio se coló a bordo del barco y robó una manta a un pasajero infectado, iniciando así la epidemia. Las muchas variaciones de este relato también han sido criticadas tanto por historiadores como por contemporáneos como ficción; una fabricación destinada a aliviar la culpabilidad de los colonos. "El asunto general fue creado después y no debe ser acreditado", señala B. A. Mann.
Algunos estudiosos han argumentado que la propagación de la epidemia de 1836-40 fue intencional. Estos incluyen Ann F. Ramenofsky en 1987 y Ward Churchill en 1992. Según Ramenofsky, "Variola Major se puede transmitir a través de artículos contaminados como ropa o mantas. En el siglo XIX, el Ejército de los Estados Unidos envió mantas contaminadas a los nativos americanos, especialmente a los grupos de las Llanuras, para controlar el problema indio". Churchill también afirmó que en 1837 en Fort Clark el Ejército de los Estados Unidos infectó deliberadamente a los indios mandanos mediante la distribución de mantas que habían estado expuestas a la viruela, pero además alegó que las mantas fueron tomadas de una enfermería militar en San Luis, que la vacuna contra la viruela fue retenida a los indios, y que un médico del ejército había aconsejado a los indios infectados que se dispersaran, propagando aún más la enfermedad y causando más de 100 000 muertes. Después de una investigación de los escritos y fuentes de Churchill por parte de la Universidad de Colorado en Boulder, su Comité Permanente concluyó: "No encontramos mala conducta académica con respecto a su afirmación general de que el Ejército de los Estados Unidos difundió deliberadamente viruela a los indios mandanos en Fort Clark en 1837, usando mantas infectadas. Los primeros relatos de lo que dijeron los indios involucrados en esa situación y ciertas tradiciones orales nativas proporcionan alguna base para esa interpretación". Churchill fue criticado, sin embargo, por no citar adecuadamente sus detalles más extremos y no mencionar "fuentes orales nativas en ninguno de sus ensayos publicados sobre Fort Clark". Tan grande fue la desconfianza de los colonos que el jefe mandan Cuatro Osos denunció al hombre, a quien había tratado previamente como hermanos, por llevar deliberadamente la enfermedad a su pueblo. Después de perder a su esposa e hijos por la viruela, y adquirir la aflicción él mismo, dio su último discurso a las tribus Arikara y Mandan implorándoles que "se levantaran todos juntos y no dejaran a uno de ellos vivo", antes de morir el 30 de julio de 1837.
La idea de que la viruela se difundió intencionalmente en 1837 ha sido cuestionada: "Aunque reconoce la 'politización' del tema y la evidencia de otros ultrajes cometidos contra las tribus nativas americanas en tiempos pasados, este estudio examina las diferentes versiones del episodio "mantas de viruela" publicado por Churchill entre 1994 y 2003. El estándar de prueba de "preponderancia de la evidencia" indica fuertemente que Churchill fabricó eventos que nunca ocurrieron, a saber, la supuesta distribución de mantas infestadas de viruela por parte del Ejército de los Estados Unidos a los indios mandan en 1837. El análisis revela además que Churchill falsificó fuentes para apoyar su versión inventada de los hechos, y también ocultó pruebas en sus fuentes citadas que en realidad desconcierta, en lugar de fundamentar, sus acusaciones de genocidio.